# Badischer Pokal

Bádenský fotbalový svaz (Badischer Fussballverband)

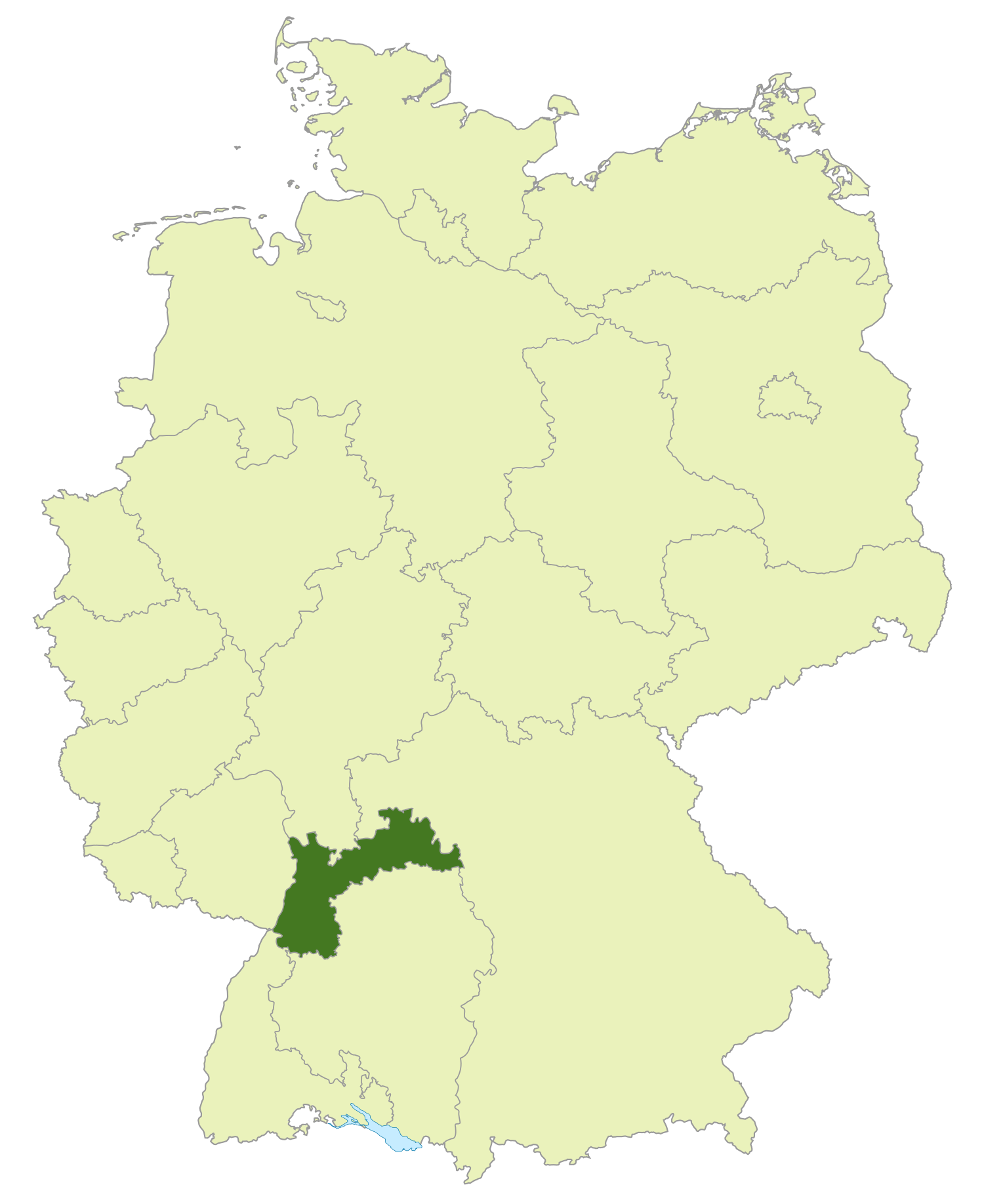
Severní Bádensko na mapě Německa

Badischer Pokal (také BFV-Pokal, oficiálně Krombacher-Pokal, v letech 1996 až 2011 BFV-Hoepfner-Cup) je pohár Bádenského fotbalového svazu.
Bádenský fotbalový svaz sdružuje ve svých řadách 203 031 členů a 4752 registrovaných týmů. Již od roku 1949 pořádá Bádenský fotbalový Landespokal. Hraje se vyřazovacím K. O. systémem, soutěž má sedm kol a od úvodního kola ji hrají týmy z Oberligy (5. ligy), 6. ligy, 7. ligy a vítězové Kreispokalů. Od třetího kola se již zúčastňují i celky ze 3. ligy a 4. ligy. Badischer Pokal nehrají mužstva z nejvyšších dvou německých soutěží. Vítěz postupuje do DFB Pokalu. 

## Přehled vítězů
| 1950 | 1. FC Eutingen    | 1969 | SV 98 Schwetzingen         | 1988 | SG HD-Kirchheim     | 2007 | SV Sandhausen       |
| 1951 | nehrálo se        | 1970 | FC Germania Friedrichsfeld | 1989 | 1. FC Pforzheim     | 2008 | ASV Durlach         |
| 1952 | nehrálo se        | 1971 | FC Östringen               | 1990 | FV 09 Weinheim      | 2009 | SpVgg Neckarelz     |
| 1953 | nehrálo se        | 1972 | VfR Mannheim               | 1991 | Karlsruher SC II    | 2010 | SV Sandhausen II    |
| 1954 | nehrálo se        | 1973 | VfB Eppingen               | 1992 | SG HD-Kirchheim     | 2011 | SV Sandhausen       |
| 1955 | nehrálo se        | 1974 | VfB Eppingen               | 1993 | 1. FC Pforzheim     | 2012 | FC Nöttingen        |
| 1956 | nehrálo se        | 1975 | FV 09 Weinheim             | 1994 | Karlsruher SC II    | 2013 | Karlsruher SC       |
| 1957 | VfL Neckarau      | 1976 | SV Neckargerach            | 1995 | SV Sandhausen       | 2014 | FC Astoria Walldorf |
| 1958 | FV 08 Hockenheim  | 1977 | SV Sandhausen              | 1996 | Karlsruher SC II    | 2015 | FC Nöttingen        |
| 1959 | FC 08 Neureut     | 1978 | SV Sandhausen              | 1997 | VfR Mannheim        | 2016 | FC Astoria Walldorf |
| 1960 | FV 1912 Wiesental | 1979 | FC Östringen               | 1998 | SV Waldhof Mannheim | 2017 | FC Nöttingen        |
| 1961 | Karlsruher FV     | 1980 | FV Lauda                   | 1999 | SV Waldhof Mannheim | 2018 | Karlsruher SC       |
| 1962 | Karlsruher FV     | 1981 | SV Sandhausen              | 2000 | Karlsruher SC II    | 2019 | Karlsruher SC       |
| 1963 | FV 08 Hockenheim  | 1982 | SV Sandhausen              | 2001 | VfR Mannheim        | 2020 | SV Waldhof Mannheim |
| 1964 | FV 08 Hockenheim  | 1983 | SV Sandhausen              | 2002 | TSG 1899 Hoffenheim | 2021 | SV Waldhof Mannheim |
| 1965 | Karlsruher FV     | 1984 | SV 98 Schwetzingen         | 2003 | TSG 1899 Hoffenheim | 2022 | SV Waldhof Mannheim |
| 1966 | ASV Feudenheim    | 1985 | SV Sandhausen              | 2004 | TSG 1899 Hoffenheim | 2023 | FC Astoria Walldorf |
| 1967 | VfL Neckarau      | 1986 | SV Sandhausen              | 2005 | TSG 1899 Hoffenheim | 2024 | SV Sandhausen       |
| 1968 | ASV Feudenheim    | 1987 | 1. FC Pforzheim            | 2006 | SV Sandhausen       | 2025 | SV Sandhausen       |